# Bulbophyllum tuberculatum
Bulbophyllum tuberculatum là một loài phong lan thuộc chi Bulbophyllum.